# O Doutor (Doctor Who)
O Doutor (original, The Doctor) é o protagonista da série de ficção científica britânica Doctor Who, iniciado no dia 23 de Novembro de 1963. Ele é um alienígena viajante do tempo do planeta Gallifrey, terra natal dos Senhores do Tempo. Quando está seriamente machucado, pode se regenerar, alterando também sua aparência física e características psico-mentais, podendo perder algumas memórias no processo.
Ele viaja na TARDIS (Time And Relative Dimension In Space), uma máquina viva que viaja instantaneamente para qualquer lugar no tempo ou espaço e ainda em dimensões paralelas, podendo se materializar em qualquer local inclusive em ambientes totalmente fechados. A TARDIS pode aparentar em qualquer forma externa, mas devido a um defeito ficou com a forma de uma cabine policial azul inglesa  da década de 60, como o próprio Doutor gostou da sua aparência o manteve. Geralmente parte em acompanhantes de uma ou duas pessoas, podendo viajar com mais pessoas.
Em 25 de dezembro de 2017, Jodie Whittaker fez sua primeira aparição como a Décima Terceira Doutora no final do especial de Natal de 2017 "Twice Upon a Time".
Atualmente, Ncuti Gatwa é a encarnação do Senhor do Tempo, sucedendo David Tennant (que, tendo interpretado o Décimo Doutor desde 2005 até 2010, voltou brevemente como o Décimo Quarto Doutor em 2022), aparecendo pela primeira vez em 2023, no episódio especial do sexagésimo aniversário da série

## Fisiologia
Embora os Time Lords se assemelhem aos humanos, sua fisiologia difere em aspectos essenciais. Como outros membros de sua raça, o Doutor tem dois corações (sistema vascular binário), um "sistema de derivação respiratória" que permite ao Doutor ficar sem ar, uma temperatura corporal interna de 15–16 °C (60 °F) e ocasionalmente exibe um nível super-humano de resistência e a capacidade de absorver, suportar e expelir grandes quantidades de certos tipos de radiação. (O Décimo Doutor afirmou que costumavam brincar com tijolos de Röntgen no berçário, depois de absorver a radiação de um raio-x de poder significativamente ampliado.) Esta capacidade parece ter limitações que ainda não foram totalmente explicadas, como o Doutor tem prejudicado por radiação em The Daleks, Planet of the Spiders e "The End of Time".

## Nome
No primeiro episódio, Bárbara se dirige ao Doutor como "Doutor Foreman", visto que este é o sobrenome que a neta do Doutor Susan usa, e o ferro-velho em que o encontram leva o sinal "I.M. Foreman". Quando chamado por Ian com este nome, o Doutor responde, "Eh? Doutor quem? Do que ele está falando?" Mais tarde, quando Ian percebe que "Foreman" não é o nome do Doutor, Ian pergunta a Barbara: "Quem é ele? Doutor quem?" Em uma ideia não utilizada de documentos escritos no início do programa, Barbara e Ian teriam subsequentemente se referido ao Doutor como "Doctor Who", por não saberem seu nome.
Diz-se que poucos indivíduos sabem o nome verdadeiro do Físico (Astrofísico). River Song sussurrou algo ao Décimo Doutor para fazê-lo confiar nela durante "Silence in the Library"/"Forest of the Dead", confirmado como seu nome no final de "Forest of the Dead". Os eventos de "The Time of the Doctor" deixam claro que seu povo, os Senhores do Tempo, conhece seu verdadeiro nome, apesar de se referir a ele por seu apelido escolhido como "o Doutor", mesmo em ambientes formais como tribunal.
Em "Twice Upon a Time", antes da regeneração, o décimo segundo Doutor afirma que ninguém jamais entenderia seu nome, exceto para crianças que dizem 'se seus corações estão no lugar certo e as estrelas também, as crianças podem ouvir seu nome.' Peter Capaldi ofereceu sua própria teoria a respeito do nome verdadeiro do Doutor, comentando "Não acho que os seres humanos poderiam sequer dizer o nome dele. Mas acho que poderíamos ser capazes de ouvi-lo, em uma certa frequência. Se as estrelas estiverem no lugar certo, e seu coração está no lugar certo, você ouvirá."
Ocasionalmente, o Doutor usa outros apelidos, como "John Smith". Na série The Armageddon Factor do Quarto doutor, o Doctor encontra um ex-colega de classe dele chamado Drax. Drax chama o Doutor Theta Sigma ou "Thete" para breve, um pseudônimo que é esclarecido como o apelido do Doutor na Academia Prydon em Gallifrey em The Happiness Patrol e referido novamente no episódio de 2010 "The Pandorica Opens". No episódio de 2015, The Zygon Inversion, Doctor Who diz a Osgood que seu primeiro nome é "Basil".
O personagem interpretado por Peter Cushing nos filmes "Dr. Who and the Daleks" e "Daleks – Invasion Earth: 2150 A.D." referiu-se a si mesmo como "Dr. Who". No entanto, esses filmes não são considerados parte da mesma continuidade narrativa do programa de televisão, uma vez que foram baseados em duas séries de televisão com William Hartnell e fizeram alterações consideráveis nas personagens do Doutor e seus companheiros.

## Encarnações do Doutor
A reformulação dos atores fazendo o papel do Doutor é explicada dentro do programa pela capacidade dos Senhores do Tempo de se regenerarem após sofrerem doenças, ferimentos mortais ou velhice. O processo repara todos os danos e rejuvenesce o corpo do Doctor, mas como efeito colateral, muda a aparência física e a personalidade do Doctor. Essa habilidade não foi introduzida até que os produtores encontraram uma maneira de substituir o doente William Hartnell por Patrick Troughton e não foi explicitamente chamada de "regeneração" até a transformação de Jon Pertwee em Tom Baker no clímax de Planet of the Spiders (1974). Na tela, a transformação de Hartnell para Troughton foi chamada de "renovação" e de Troughton para Pertwee de "mudança de aparência".
No programa revivido, o padrão é retomado com a transição do Nono para o Décimo, do Décimo para a Décimo Primeiro e da Décimo Segundo para a Décima Terceira Doutora, embora Steven Moffat esteja registrado afirmando que a intenção era escalar um ator em seu meio 30 a 40 para o papel do Décimo Primeiro Doutor, apesar da escalação de Matt Smith, que é o ator mais jovem a interpretar o papel.

### Atores
Os atores que desempenharam o papel principal do Doutor no programa e as datas de suas primeiras e últimas aparições regulares na televisão no papel são:
| Ator/Atriz            | Encarnação              | Nº da(s) temporada(s) | Nº dos episódios   | Começo original        | Começo original | Fim original           | Fim original |
| Ator/Atriz            | Encarnação              | Nº da(s) temporada(s) | Nº dos episódios   | Data                   | Idade           | Data                   | Idade        |
| --------------------- | ----------------------- | --------------------- | ------------------ | ---------------------- | --------------- | ---------------------- | ------------ |
| William Hartnell      | Primeiro Doutor         | 4                     | 134 (29 histórias) | 23 de novembro de 1963 | 55              | 29 de outubro de 1966  | 58           |
| Patrick Troughton     | Segundo Doutor          | 3                     | 119 (21 histórias) | 5 de novembro de 1966  | 46              | 21 de junho de 1969    | 49           |
| Jon Pertwee           | Terceiro Doutor         | 5                     | 128 (24 histórias) | 3 de janeiro de 1970   | 50              | 8 de junho de 1974     | 54           |
| Tom Baker             | Quarto Doutor           | 7                     | 172 (41 histórias) | 28 de dezembro de 1974 | 40              | 21 de março de 1981    | 47           |
| Peter Davison         | Quinto Doutor           | 3                     | 69 (20 histórias)  | 4 de janeiro de 1982   | 30              | 16 de março de 1984    | 32           |
| Colin Baker           | Sexto Doutor            | 3                     | 31 (8 histórias)   | 22 de março de 1984    | 40              | 6 de dezembro de 1986  | 43           |
| Sylvester McCoy       | Sétimo Doutor           | 3                     | 42 (12 histórias)  | 7 de setembro de 1987  | 44              | 6 de dezembro de 1989  | 46           |
| Paul McGann           | Oitavo Doutor           | —                     | 1 (1 história)     | 27 de maio de 1996     | 36              | 27 de maio de 1996     | 36           |
| Christopher Eccleston | Nono Doutor             | 1                     | 13 (10 histórias)  | 26 de março de 2005    | 41              | 18 de junho de 2005    | 41           |
| David Tennant         | Décimo Doutor           | 3                     | 47 (36 histórias)  | 25 de dezembro de 2005 | 34              | 1 de janeiro de 2010   | 38           |
| Matt Smith            | Décimo primeiro Doutor  | 3                     | 44 (39 histórias)  | 3 de abril de 2010     | 27              | 25 de dezembro de 2013 | 31           |
| Peter Capaldi         | Décimo segundo Doutor   | 3                     | 40 (35 histórias)  | 23 de agosto de 2014   | 55              | 25 de dezembro de 2017 | 59           |
| Jodie Whittaker       | Décima terceira Doutora | 3                     | 31 (24 histórias)  | 7 de outubro de 2018   | 35              | 23 de outubro de 2022  | 40           |
| David Tennant         | Décimo quarto Doutor    | —                     | 3 (3 histórias)    | 25 de novembro de 2023 | 52              | 9 de dezembro 2023     | 52           |
| Ncuti Gatwa           | Décimo quinto Doutor    | 2                     | 18 (16 histórias)  | 25 de dezembro de 2023 | 31              | 31 de maio de 2025     | 32           |

Jodie Whittaker assumiu o papel de Décima Terceira Doutora no especial de Natal de 2017. Além dos atores listados acima, outros interpretaram versões do Doutor durante determinadas histórias. Notavelmente, John Hurt estrelou como o Doutor da Guerra nos momentos finais do episódio de 2013 "The Name of the Doctor", o webcast "The Night of the Doctor" e o episódio de 50 anos "The Day of the Doctor". O Doutor da Guerra é uma encarnação existente entre os de McGann e Eccleston. Hurt nunca foi o ator principal do programa; seu Doutor foi retroativamente inserido na continuidade para o 50º aniversário do programa e foi escrito de forma a não perturbar a nomeação ordinal dos Nono, Décimo e Décimo Primeiro Doutores. Na temporada de 1986 The Trial of a Time Lord, Michael Jayston interpretou o Valeyard, um amálgama dos lados mais sombrios do Doutor entre sua décima segunda e a última encarnação. No episódio "Fugitive of the Judoon" da temporada 12, Jo Martin interpretou uma encarnação anterior e desconhecida do Doutor que existiu em algum momento antes da Guerra do Tempo. A capacidade do Doutor de ter outras regenerações previamente desconhecidas antes do Primeiro Doutor foi introduzida em "The Timeless Children" (2020), tendo sido previamente sugerida na temporada The Brain of Morbius.